# 奧斯特里夫 (奧夫魯奇區)
51°17′34″N 28°48′8″E / 51.29278°N 28.80222°E
奧斯特里夫（烏克蘭語：Острів），是烏克蘭北部的村莊，隸屬日托米爾州的科羅斯滕區。該村面積0.14平方公里，海拔高度145米，2001年人口519，人口密度每平方公里3,707.14人。